# Derdegraadsvergelijking

Grafiek van een derdegraads-vergelijking met drie, in dit geval reële wortels

Een derdegraadsvergelijking is een vergelijking die herleid kan worden tot de vorm
{\displaystyle ax^{3}+bx^{2}+cx+d=0}
waarin {\displaystyle a} ongelijk is aan nul. Het is dus een vergelijking waarin een polynoom {\displaystyle f} van de derde graad aan nul gelijk wordt gesteld. De getallen {\displaystyle a,b,c} en {\displaystyle d} heten de coëfficiënten van de vergelijking en zijn in het algemeen geheel of reëel.
Iedere derdegraadsvergelijking met gehele of reële coëfficiënten heeft minstens één reële oplossing. De wortels van de vergelijking zijn de nulpunten van {\displaystyle f}.
Het oplossen van derdegraadsvergelijkingen bleek ingewikkelder te zijn dan het oplossen van vierkantsvergelijkingen, waarvoor al in de klassieke oudheid een algemene oplossing is gevonden, al werd toen alleen naar positieve oplossingen gezocht. De Italiaan Niccolò Tartaglia was in de 16e eeuw de eerste die een algemene formule voor de oplossingen van de derdegraadsvergelijking vond.
De formule van Cardano geeft een algemene oplossing voor de derdegraadsvergelijking. Als gevolg van de hoofdstelling van de algebra heeft iedere derdegraadsvergelijking drie oplossingen, waarbij samenvallende oplossingen zo vaak meetellen, als dat zij samenvallen. Twee van de drie oplossingen kunnen complex zijn. Alle drie worden zij door de formule van Cardano gegeven.

## Voorbeelden

Grafiek van met drie reële nulpunten

1. Zoek een reëel getal {\displaystyle x} waarvoor {\displaystyle x^{3}+1=0}. De enige oplossing van dit probleem is {\displaystyle x=-1}.
2. Zoek een geheel getal {\displaystyle x} waarvoor {\displaystyle x^{3}+x^{2}+x=0}. De enige oplossing van dit probleem is {\displaystyle x=0}. Als we de voorwaarde dat de wortels gehele getallen moet zijn er door wordt vervangen dat zij complex mogen zijn, zijn er nog twee andere oplossingen, {\displaystyle x={-1+i{\sqrt {3}} \over 2}} en {\displaystyle x={-1-i{\sqrt {3}} \over 2}}.
3. {\displaystyle x^{3}+x^{2}+1=0} heeft een reële oplossing, maar er is geen geheel getal dat aan de vergelijking voldoet.
4. Zoek een reëel getal {\displaystyle x} waarvoor {\displaystyle x^{3}-9x=0}. Deze vergelijking heeft drie verschillende oplossingen: {\displaystyle x=-3,x=0} en {\displaystyle x=3}. Dit blijkt rechtstreeks door te ontbinden in factoren: {\displaystyle x^{3}-9x=x(x^{2}-9)=x(x+3)(x-3)}, maar dat is ook in de grafiek van de derdegraadsvergelijking te zien. De nulpunten zijn de snijpunten van de grafiek met de {\displaystyle x}-as.

## Aantal reële oplossingen

Aantal reële nulpunten van
drie verschillende reële nulpunten
één reëel nulpunt

Een derdegraadsvergelijking met reële coëfficiënten heeft altijd minstens één reële oplossing. Het precieze aantal reële oplossingen kan eenvoudig worden bepaald zonder de oplossingen zelf uit te rekenen. Elke derdegraadsvergelijking kan door een geschikte lineaire substitutie worden gereduceerd tot de gereduceerde vorm {\displaystyle z^{3}+pz+q=0}.
Deze derdegraadsvergelijking heeft twee samenvallende wortels als ze een gemeenschappelijk nulpunt heeft met haar eerste afgeleide, dat wil zeggen als er een reëel getal {\displaystyle z} bestaat dat voldoet aan
{\displaystyle z^{3}+pz+q=0}
{\displaystyle 3z^{2}+p=0}
Deze vergelijkingen bepalen een kromme in het {\displaystyle (p,q)}-vlak, geparametriseerd door {\displaystyle z}:
{\displaystyle p=-3z^{2}}
{\displaystyle q=2z^{3}}
Deze kromme is doornvormig met een singulier punt in {\displaystyle z=0}. Ze verdeelt het vlak in twee gebieden. Uit eliminatie van de parameter volgt
{\displaystyle 4p^{3}+27q^{2}=0}
De grootheid {\displaystyle 4p^{3}+27q^{2}} heet de discriminant van de vergelijking. Als de discriminant positief is, dan heeft de vergelijking precies één reële wortel. Is de discriminant negatief, dan zijn er precies drie verschillende reële wortels.

## Algemene oplossing
De door Girolamo Cardano gepubliceerde oplossingsmethode geeft een formule, die naar hem is genoemd, voor de oplossingen van de gereduceerde vorm. De methode is door Niccolò Tartaglia bedacht.
{\displaystyle z^{3}+Pz+Q=0}
of zonder verlies van algemeenheid:
{\displaystyle z^{3}+3pz-2q=0}
De drie oplossingen hebben de vorm:
{\displaystyle z_{1}=u+v}
{\displaystyle z_{2}=ue_{1}+ve_{2}}
{\displaystyle z_{3}=ue_{2}+ve_{1}}
waarin:
{\displaystyle u={\sqrt[{3}]{q+{\sqrt {q^{2}+p^{3}}}}},\quad v={\sqrt[{3}]{q-{\sqrt {q^{2}+p^{3}}}}}}
en
{\displaystyle e_{1}=-{\tfrac {1}{2}}+{\tfrac {1}{2}}i{\sqrt {3}},\quad e_{2}={\overline {e_{1}}}=-{\tfrac {1}{2}}-{\tfrac {1}{2}}i{\sqrt {3}}}
de beide derdemachts eenheidswortels zijn.
Het gedrag van de oplossingen is afhankelijk van het teken van de discriminant
{\displaystyle D=q^{2}+p^{3}}
Geval 1{\displaystyle D=0,p=q=0}
De enige drievoudige oplossing is {\displaystyle z=0}.
Geval 2{\displaystyle D=0} en {\displaystyle p,q\neq 0}
Omdat {\displaystyle D=0} is {\displaystyle u=v}. Er zijn twee verschillende reële oplossingen, een enkelvoudige {\displaystyle z_{1}=2u} en een tweevoudige {\displaystyle z_{2}=-u}.
Geval 3{\displaystyle D>0}
Er is één reële oplossing {\displaystyle z_{1}=u+v} en twee complex geconjugeerde oplossingen: {\displaystyle z_{2,3}=-{\tfrac {1}{2}}(u+v)\pm {\tfrac {1}{2}}i{\sqrt {3}}(u-v)}.
Geval 4{\displaystyle D<0}, de zogeheten 'casus irreducibilis'
Er zijn drie verschillende reële oplossingen.

## Casus irreducibilis
Als de discriminant negatief is, ontstaat er een probleem. Dit heet het irreducibele geval, ook bekend onder de Latijnse naam casus irreducibilis. Er zijn dan weliswaar drie reële oplossingen, die volgens de methode van Tartaglia in gesloten vorm kunnen worden geschreven, maar alleen door gebruik te maken van de complexe getallen. Historisch zijn de complexe getallen op die manier vanuit de derdegraadsvergelijking door Rafael Bombelli ingevoerd.
In dat geval biedt de door Viète bedachte goniometrische methode een alternatief. Daarbij substitueert men:
{\displaystyle z=r\ \cos(t)}
zodat:
{\displaystyle r^{3}\cos ^{3}(t)+3pr\cos(t)-2q=0}
en maakt men gebruik van de identiteit:
{\displaystyle 4\cos ^{3}(t)-3\cos(t)=\cos(3t)}
waardoor de vergelijking overgaat in:
{\displaystyle {\tfrac {1}{4}}r^{3}(\cos(3t)+3\cos(t))+3pr\cos(t)-2q=0}
of:
{\displaystyle r^{3}\cos(3t)+(3r^{3}+12pr)\cos(t)-8q=0}
Door de keuze {\displaystyle r=2{\sqrt {-p}}}, dus
{\displaystyle r^{2}+4p=0}
valt de term met {\displaystyle \cos(t)} weg en ontstaat:
{\displaystyle {\big (}{\sqrt {-p}}{\big )}^{3}\cos(3t)-q=0}
een vergelijking die eenvoudig is op te lossen.

## Numerieke oplossing
Voor het berekenen van een reële oplossing met een computer kunnen ook iteratieve methoden gebruikt worden. Van de vergelijking
{\displaystyle x^{3}+ax^{2}+bx+c=0}
kan in bepaalde gevallen één reële wortel worden bepaald, met de volgende recurrente betrekking:
{\displaystyle x_{n}=-\left(ax_{n-1}+bx_{n-2}+cx_{n-3}\right)}
Na keuze van de startwaarden, bijvoorbeeld:
{\displaystyle x_{0}=1,\ x_{1}=2,\ x_{2}=4}
wordt voor {\displaystyle n=3} de volgende term bepaald:
{\displaystyle x_{n}=-\left(ax_{n-1}+bx_{n-2}+cx_{n-3}\right)}
Als het quotiënt
{\displaystyle x_{n}/x_{n-1}}
een limiet lijkt te naderen, is daarmee een oplossing gevonden. Anders wordt een volgende stap genomen, nadat de termen zijn doorgeschoven:
{\displaystyle x_{n-3}=x_{n-2},\ x_{n-2}=x_{n-1},\ x_{n-1}=x_{n}}